# Ginataan
Ginataan é uma sopa doce típica das Filipinas, feita com base em batata-doce, banana-da-terra, fruta-pão e tapioca em pérolas, tudo cozido em leite-de-coco e adoçado ao gosto; esta “sopa” é muitas vezes comida como “merienda” (ou lanche), quente ou, de preferência fria, podendo mesmo ser consumida como um gelado. 
A palavra “ginataan” significa uma comida preparada com leite-de-coco, havendo portanto outras preparações cujo nome contém esta palavra.